# 眾坊街 (電視節目)
《眾坊街》（英語：Public Forum）是電視廣播（澳洲）有限公司在澳洲製作的時事新聞節目，因為公正持平和調查詳實，而廣受好評。

## 內容
節目題材廣泛，包括突發性事件、政治議題、經濟民生、人物專訪、社區動態等。
各種類型的報導中又以獨家調查性報導最為矚目，例如移民中介騙案、昆士蘭姊妹拒領母屍事件、中國護士學生註冊被拒風波，和香港肉類進口申報漏洞等等。因為調查縝密，角度尖銳，掀起不少反響，《眾坊街》的名字就此走進華人社區。

## 製作
節目在2006年啟播，逢星期一晚上九時十五分於電視廣播（澳洲）有限公司在澳洲的中文頻道翡翠衛星台播出，節目長度大約十五分鐘，以粵語廣播。節目主持人是陳保華和何彥君，也兼任採訪記者，節目監製張雪儀偶爾會參與採訪工作。

## 外部連結
- 《眾坊街》官方網頁